# 山田信道
山田 信道（やまだ のぶみち、天保4年11月3日（1833年12月13日） - 1900年（明治33年）3月11日）は、日本の官僚、政治家。旧熊本藩士。男爵。

## 生涯
肥後熊本藩出身。尊皇攘夷思想に惹かれて鹿児島に下る。文久2年（1863年）、八月十八日の政変により江戸幕府に捕らわれ、拘禁5年の判決を受ける。明治維新後に新政府に入り、明治4年（1871年）の廃藩置県に伴い江刺県権知事に任命される。一時期、轟武平らと共に神風連に属し、その中で穏健派となっていたが、神風連の乱の頃には、既に山田は政府協力派となっていた。以後、鳥取県令、福島県、1891年（明治24年）に大阪府知事。1895年（明治28年）には京都府知事に就任した。1896年6月5日、維新や地方行政の功により男爵を授爵。1897年（明治30年）には第2次松方内閣の農商務大臣として入閣した。のち、会計検査院長を務めた。

## 栄典
位階
- 1886年（明治19年）10月28日 - 従四位[2]
- 1891年（明治24年）6月25日 - 従三位[3]
- 1897年（明治30年）11月30日 - 正三位[4]
- 1900年（明治33年）3月11日 - 従二位[5]

勲章等
- 1887年（明治20年）11月25日 - 勲三等旭日中綬章[6]
- 1889年（明治22年）11月25日 - 大日本帝国憲法発布記念章[7]
- 1894年（明治27年）12月26日 - 勲二等瑞宝章[8]
- 1900年（明治33年）3月11日 - 旭日大綬章[5]